# Marcus Loew
Marcus Loew (7. května 1870, New York, New York – 5. září 1927, Glen Cove) byl americký obchodní magnát a průkopník filmového průmyslu, který založil společnosti Loews Theatres a Metro-Goldwyn-Mayer (MGM).

## Biografie
Narodil se do chudé židovské rodiny v New Yorku a byl okolnostmi nucen začít pracovat již ve velmi raném věku, díky čemuž měl pouze nízké vzdělání. Nehledě na to však díky penězům vydělaným podřadnou práci provedl malou investici do prvních automatů penny arcade. Brzy na to, ve spolupráci s dalšími lidmi (jeden z nich byl Adolph Zukor) Loew koupil malé kino (nickelodeon) a postupem času se ze sítí kin Loew's Threatres stal jeden z nejprestižnějších řetězců kin ve Spojených státech.
V roce 1905 se již osamostatnil. V roce 1904 založil People's Vaudeville Company, řetězen kin, který promítal filmy a pořádal živá vystoupení. V roce 1910 se společnost výrazně rozšířila a byla přejmenována na Loew's Consolidated Enterprises. Mezi jeho spolupracovníky patřili Adolph Zukor, Joseph Schenck a Nicholas Schenck. V roce 1919 reorganizoval společnost pod již novým názvem Loew's Inc. Počátkem 20. let zakoupil Metro Pictures Corporation. O několik let později získal kontrolní podíl ve finančně problémové společnosti Goldwyn Picture Corporation, která byla toho času vedena uměleckým manažerem Lee Shubertem. Goldwyn Pictures vlastnily obchodní značku „Lva Lea“, která však neměla zdaleka takový význam jako filmová studia v Culver City v Kalifornii. Bez Samuela Goldwyna postrádalo studio Goldwyn schopné vedení. Společně se svým asistentem Nicholasem Schenckem, který vedl aktivity Loewovy společnosti na východním pobřeží, museli najít schopného a kvalifikovaného člověka, který by vedl tento nový subjekt v Los Angeles.
Tento problém Loew v dubnu 1924 vyřešil zakoupení filmovém produkční společnosti vlastněné Louisem B. Mayerem. Nový konglomerát získal název Metro-Goldwyn-Mayer. Jako součást dohody se velmi schopný Mayer stal studiovým šéfem pro všechny tři hollywoodské společnosti a Mayerův asistent Irving Thalberg se ujal filmové produkce. Kromě toho přinesla akvizice pro Mayer Pictures smlouvy s klíčovými režiséry, jako byli Fred Niblo a John M. Stahl, a vycházející hereckou hvězdou Normou Shearer.
I přes svůj okamžitý úspěch se Marcus Loew nedožil toho, aby viděl věhlasu, kterého MGM dosáhne. Zemřel o tři roky později na srdeční infarkt ve věku 57 let v Glen Cove v New Yorku. Byl pohřben v Brooklynu na Maimonidesově hřbitově.
Pro svůj mimořádně významný přínos rozvoji filmového průmyslu má Marcus Loew vlastní hvězdu na Hollywoodském chodníku slávy.